# Ćmiszew-Parcel
Ćmiszew-Parcel – wieś sołecka w Polsce położona w województwie mazowieckim, w powiecie sochaczewskim, w gminie Rybno. Ma status sołectwa.
Sołectwo 31 grudnia 2013 roku liczyło 101 mieszkańców.